# ムウタミド
ムウタミド（842年 - 892年）はアッバース朝の第15代カリフ（在位：870年 - 892年）である。

## 生涯
アッバース朝の第10代カリフであるムタワッキルの息子で先代のムフタディーがトルコ系武人たちに暗殺されたため870年に即位したが、前年からカリフの御膝元のメソポタミア南部（南イラク）で勃発したザンジュの乱は、年々拡大し、討伐軍を送っても撃退された。
東でもサッファール朝のヤアクーブは873年にターヒル朝を滅ぼしカリフとの対立する。ムウタミドはヤアクーブの権限を承認せずヤアクーブはファールスを突破してバグダードに進軍する。しかし、876年のダイル・アル＝アークールの戦いでヤアクーブはアッバース朝の軍に敗北した。敗れたヤアクーブはイラクから撤退した。
この混乱に乗じてエジプトのトゥールーン朝は、877年にシリアに進軍、シリアからキリキア（アナトリア半島南部）、ジャズィーラ（現イラク北部）に至る広大な領域を併合した。
その間にザンジュの反乱軍では、独立政権を築くまでとなり879年にはバグダード南90キロまで迫ったが880年、弟のムワッファクが討伐軍の総司令官に任命され逆襲に転じ883年8月に制圧した。しかし、14年にわたって中心部が奴隷の反乱軍に占拠されたことはアッバース朝の権威にとって致命的な打撃となった。加えてこの反乱の影響でペルシア湾交易が一時途絶し、イラク南部の諸都市や田園は荒廃し元の戻らなかった所も多かった。そして反乱鎮圧のためにサーマッラーがほとんど空になったことを機に、再びバグダードを首都にした。
ムワッファクとは、対立していたが敗れ晩年には甥のアブル・アッバース（のちの第16代カリフ、ムウタディドを執政に任命。892年にバグダードで病死した。